# Diode

Schaltzeichen einer Diode und Abbildungen üblicher Gehäuse mit Markierung der Kathode. Kennzeichnung der positiven (+) und negativen (−) Elektrode bei Beschaltung in Durchlassrichtung

Auswirkung einer Diode je nach Richtung

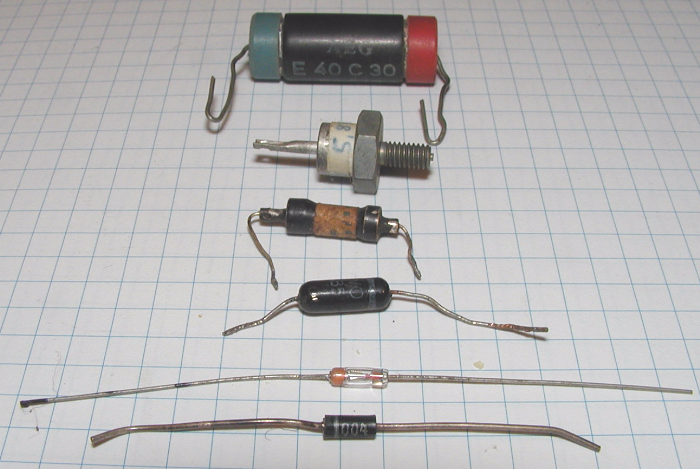
(Gleichrichter-)Dioden in verschiedenen Bauformen

Eine Diode ist ein elektronisches Bauelement auf Halbleiterbasis, das elektrischen Strom in einer Richtung passieren lässt und in der anderen Richtung sperrt. Sie hat eine Durchlassrichtung und eine Sperrrichtung.
Das Verhalten wurde 1874 von Ferdinand Braun in Punktkontakten auf Halbleitern (Bleisulfid) entdeckt.
Einfach als Diode werden überwiegend solche Halbleiterdioden bezeichnet, die aus Silizium mit den Methoden der Halbleitertechnik hergestellt werden und einen p-n-Übergang enthalten. Ausführungen mit einem Metall-Halbleiter-Übergang (Schottky-Effekt) oder aus anderem Material werden durch Namenszusätze gekennzeichnet, beispielsweise Schottkydiode oder Germaniumdiode. 
Dioden werden unter anderem zur Gleichrichtung und Signalverarbeitung eingesetzt. Daneben zeigt der Halbleiterübergang weitere nutzbare Eigenschaften, die z. B. in Foto-, Z-, Leuchtdioden und Halbleiterdetektoren ausgenutzt werden.

## Aufbau und Physik einer Halbleiterdiode

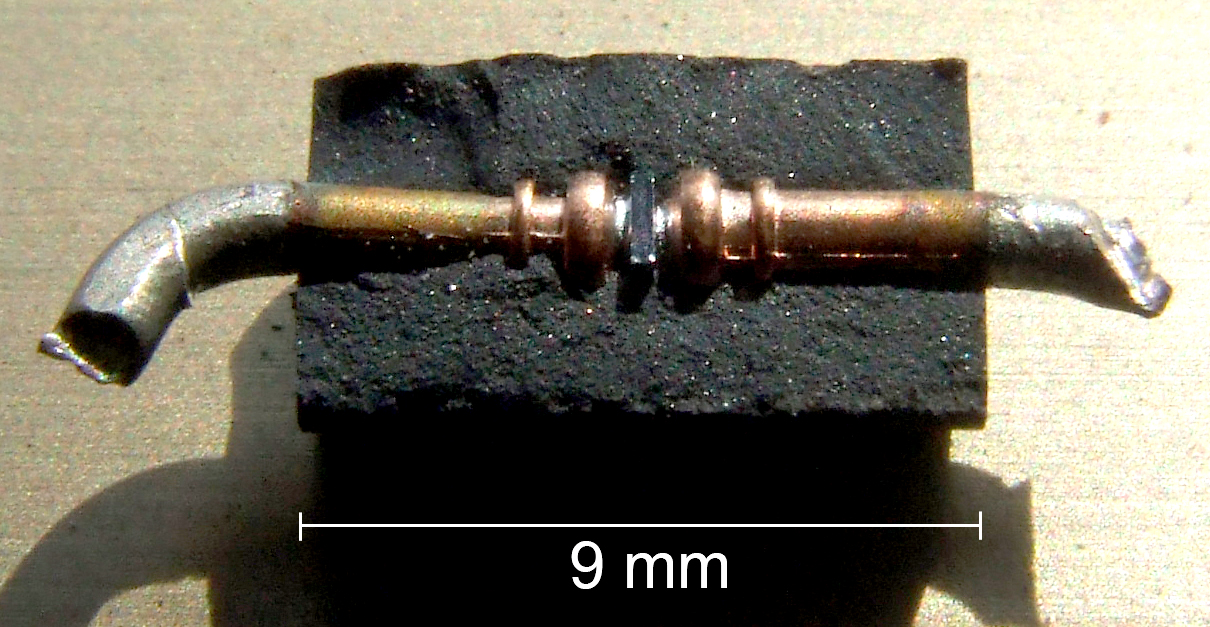
Geöffnete 3-Ampere-Schottkydiode (1N5822). Die Anschlussdrähte sind auf den Siliziumkristall gepresst, um gute Wärmeableitung zu ermöglichen

Die Grundlage der Halbleiter-Diode ist entweder ein p-n-dotierter Halbleiterkristall (meist aus Silizium, aber auch Germanium, siehe Germaniumdiode, oder Galliumarsenid) oder ein Metall-Halbleiter-Übergang (siehe Schottky-Diode).
Die Leitfähigkeit eines solchen Übergangs hängt von der Polung der Betriebsspannung an Anode (p-dotiert) und Kathode (n-dotiert), also von der Stromflussrichtung ab. Der p-n-Übergang (graue Fläche) ist eine Zone, die frei von beweglichen Ladungsträgern ist, da positive Ladungsträger (sog. Defektelektronen oder Löcher) des p-dotierten Kristalls und negative Ladungsträger (freie Elektronen) des n-dotierten Kristalls auf die jeweils andere Seite des pn-Übergangs diffundieren und dort durch Rekombination verschwinden (siehe Artikel pn-Übergang). Die ursprünglichen Quellen der Ladungsträger, die Dotierungsatome, sind ortsfest und bilden nun als Ionen eine Raumladung, deren elektrostatisches Feld die beiden Ladungssorten voneinander fernhält und so die weitere Rekombination unterbindet. Über die ganze Raumladungszone hinweg entsteht die Diffusionsspannung. Diese kann durch eine von außen angelegte Spannung – je nach Polung – kompensiert werden, dann wird der p-n-Übergang leitfähig, oder verstärkt werden, dann bleibt er gesperrt.

pn-Übergang
pn-Diode
Schottky-Diode

## Mechanisches Ersatzmodell der Diode
Die Funktion einer Gleichrichterdiode im Stromkreis kann man sich am einfachsten wie ein Rückschlagventil im Wasserkreislauf vorstellen: Wenn ein Druck (eine Spannung) auf dieses Ventil (Diode) in Sperrrichtung wirkt, wird der Wasser-(Strom-)fluss blockiert. In Durchlassrichtung muss der Druck (die Spannung) groß genug werden, um die Federkraft des Ventils (= Schwellen- oder Schleusenspannung der Diode) zu überwinden. Dadurch öffnet das Ventil (die Diode), und der Strom kann fließen. Diesem Druck, welcher im mechanischen Modell zum Überwinden der Federkraft notwendig ist, entspricht bei einer Diode die so genannte Schwellenspannung ({\displaystyle U_{\text{S}}}) oder minimale Vorwärtsspannung (engl. forward voltage drop), die in Flussrichtung an der Diode anliegen muss, damit sie in den leitenden Zustand übergeht. Bei gewöhnlichen Siliziumdioden liegt {\displaystyle U_{\text{S}}} im Bereich von 0,6 bis 0,7 V.

Geschlossenes Kugelrückschlagventil
Geöffnetes Kugelrückschlagventil
Fahrradventil; der Innendruck wirkt als Rückstellkraft

Das Rückschlagventil verhält sich wiederum entsprechend der Shockley-Formel, die zur Beschreibung der Halbleiterdiode entwickelt wurde (siehe unten bei Ideale Diode). Die Formel eignet sich daher zur näherungsweisen Berechnung von Ventilen.

## Elektrisches Verhalten
Die Analyse elektrischer Schaltungen erfordert eine mathematische Beschreibung der Diode. Hierfür gibt es die grafische Strom-Spannungs-Kennlinie, exakte Gleichungen und vereinfachte Modelle.

### Formelzeichen
Die detaillierte Betrachtung einer Diode erfordert spezifische Formelzeichen. Die folgende Tabelle erleichtert hierbei die Übersicht.
| Zeichen                                                       | Beschreibung |
| ------------------------------------------------------------- | --- |
| {\displaystyle U_{\text{D}}}                                  | Spannung an der Diode |
| {\displaystyle U_{\text{S}}}                                  | Schleusenspannung (auch Schwellenspannung genannt), Diode leitet in Durchlassrichtung |
| {\displaystyle U_{\text{F}}}                                  | Flussspannung; Spannung an der Diode in Durchlassrichtung (engl. forward voltage). Entspricht {\displaystyle +U_{\text{D}}}(gleiches Vorzeichen); Verwendung teils identisch mit {\displaystyle U_{\text{S}}} |
| {\displaystyle U_{\text{R}}}                                  | Sperrspannung; Spannung an der Diode in Sperrrichtung (engl. reverse voltage). Entspricht {\displaystyle -U_{\text{D}}}(gedrehtes Vorzeichen)                                                                 |
| {\displaystyle U_{\text{D,BR}}}                               | Durchbruchspannung (engl. breakdown voltage) |
| {\displaystyle I_{\text{D}}}                                  | Strom durch die Diode |
| {\displaystyle I_{\text{S}}}                                  | Sättigungssperrstrom |
| {\displaystyle I_{\text{D,D}}} ; {\displaystyle I_{\text{F}}} | Diffusionsstrom; Strom durch die Diode in Durchlassrichtung (engl. forward current) |
| {\displaystyle I_{\text{D,R}}} ; {\displaystyle I_{\text{R}}} | Leckstrom; Strom durch die Diode in Sperrrichtung (engl. reverse current) |
| {\displaystyle I_{\text{S,R}}}                                | Leck-Sättigungssperrstrom |
| {\displaystyle I_{\text{D,BR}}}                               | Durchbruchstrom; Strom durch die Diode beim (Rückwärts-)Durchbruch (engl. breakdown current) |
| {\displaystyle n}                                             | Emissionskoeffizient |
| {\displaystyle U_{\text{T}}}                                  | Temperaturspannung |
| {\displaystyle U_{\text{G}}}                                  | Bandabstandsspannung (engl. gap voltage) |
| {\displaystyle R_{\text{B}}}                                  | Bahnwiderstand; ohmscher Widerstand des Halbleitermaterials |
| {\displaystyle r_{\text{D}}}                                  | Differentieller Widerstand |
| {\displaystyle A} oder {\displaystyle AP}                     | Arbeitspunkt |
| {\displaystyle C_{\text{D}}}                                  | Diodenkapazität |
| {\displaystyle C_{\text{S}}}                                  | Sperrschichtkapazität |
| {\displaystyle C_{\text{D,D}}}                                | Diffusionskapazität |

Zusätzlich sind die folgenden Naturkonstanten wichtig:
| Zeichen           | Beschreibung       |
| ----------------- | ------------------ |
| {\displaystyle k} | Boltzmannkonstante |
| {\displaystyle q} | Elementarladung    |

### Statisches Verhalten
Das statische Verhalten beschreibt eine Diode bei Gleichspannung und gilt auch näherungsweise für Wechselspannungen mit niedriger Frequenz, etwa 50 Hz Netzspannung, aber je nach Ausführung auch bis in den MHz-Bereich. Durch eine veränderte Spannung bedingte Umverteilungsvorgänge im p-n-Übergang bleiben unberücksichtigt.

#### Kennlinie

Strom-Spannungs-Kennlinie
Hinweis: Die Maßstäbe sowohl für die Stromstärke als auch für die Spannung unterscheiden sich um Zehnerpotenzen im Durchlass- und im Sperrbereich

Am anschaulichsten beschreibt die Strom-Spannungs-Kennlinie das statische Verhalten einer Diode. Die Kennlinie teilt sich dabei in drei Abschnitte: den Durchlassbereich, den Sperrbereich und den Durchbruchbereich.
Wie die Kennlinie zeigt, fließt im Durchlassbereich trotz anliegender kleiner Spannung kein merklicher Strom {\displaystyle I_{\mathrm {F} }} durch die Diode (bezogen auf in der Technik übliche Ströme). Erst ab einer Spannung von etwa 0,4 V beginnt bei Si-Dioden der Strom merklich anzusteigen. Ab etwa 0,6 V bis 0,7 V nimmt dann der Strom stark zu, und man spricht deswegen von der Schleusenspannung {\displaystyle U_{\mathrm {S} }}. Bei Schottky- und Germanium-Dioden fließt ein nennenswerter Strom bereits bei etwa 0,2 V und die Schleusenspannung liegt bei etwa 0,3 V bis 0,4 V.
Im Sperrbereich fließt ein sehr geringer Strom, der sogenannte Leckstrom {\displaystyle I_{\mathrm {R} }}. Dabei weisen Ge- und Schottky-Dioden wesentlich höhere Werte auf als Si-Dioden.
Je nach Dotierung beginnt bei Si-Dioden bei {\displaystyle U_{\mathrm {D} }} bzw. {\displaystyle -U_{\mathrm {R} }} ab etwa −50 V bis −1000 V der Durchbruchbereich und die Diode wird in Sperrrichtung leitend. Dasselbe gilt für eine Schottky-Diode bei etwa −10 V bis −200 V. Diese Durchbruchsspannung {\displaystyle U_{\mathrm {BR} }} wird mit positivem Vorzeichen angegeben. Durch spezielle Dotierungen werden bei Si-Dioden auch Durchbruchspannungen bis unter 5 V erreicht, was besonders bei Z-Dioden angewendet wird.

#### Ideale Diode / Shockley-Gleichung
Wegen der Nichtlinearität werden Vereinfachungen verwendet, die das Verhalten nur näherungsweise wiedergeben, dabei aber eine leichtere Handhabung ermöglichen. Im einfachen Modell der Diode wird diese als ideales Rückschlagventil angesehen oder als Schalter, dessen Stellung von der Polung der angelegten Spannung abhängt. Die ideale Diode ist in der einen Richtung leitend ohne Spannungsabfall, in der Gegenrichtung sperrend ohne Leckstrom. Damit besteht die Kennlinie aus zwei Halbgeraden auf den Koordinatenachsen. In Gleichungsform wird die ideale Diode beschrieben

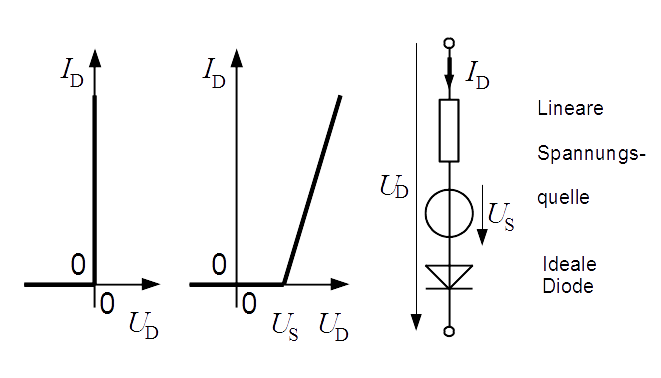
Links: Kennlinie einer idealen Diode
Daneben: Stückweise lineare Kennlinie in verbesserter Annäherung an die nichtlineare Kennlinie einer realen Diode
Rechts: Diodenmodell für diese Kennlinie

| im Durchlassbereich durch | {\displaystyle U_{\text{D}}=0} | bei | {\displaystyle I_{\text{D}}\geq 0} |
| im Sperrbereich durch     | {\displaystyle I_{\text{D}}=0} | bei | {\displaystyle U_{\text{D}}\leq 0} |
Die Zustände {\displaystyle U_{\text{D}}>0} und {\displaystyle I_{\text{D}}<0} existieren in diesem Modell nicht.

Kennlinie einer Silizium-Diode im Durchlassbereich
(gilt für 1N4001 bis 1N4007)

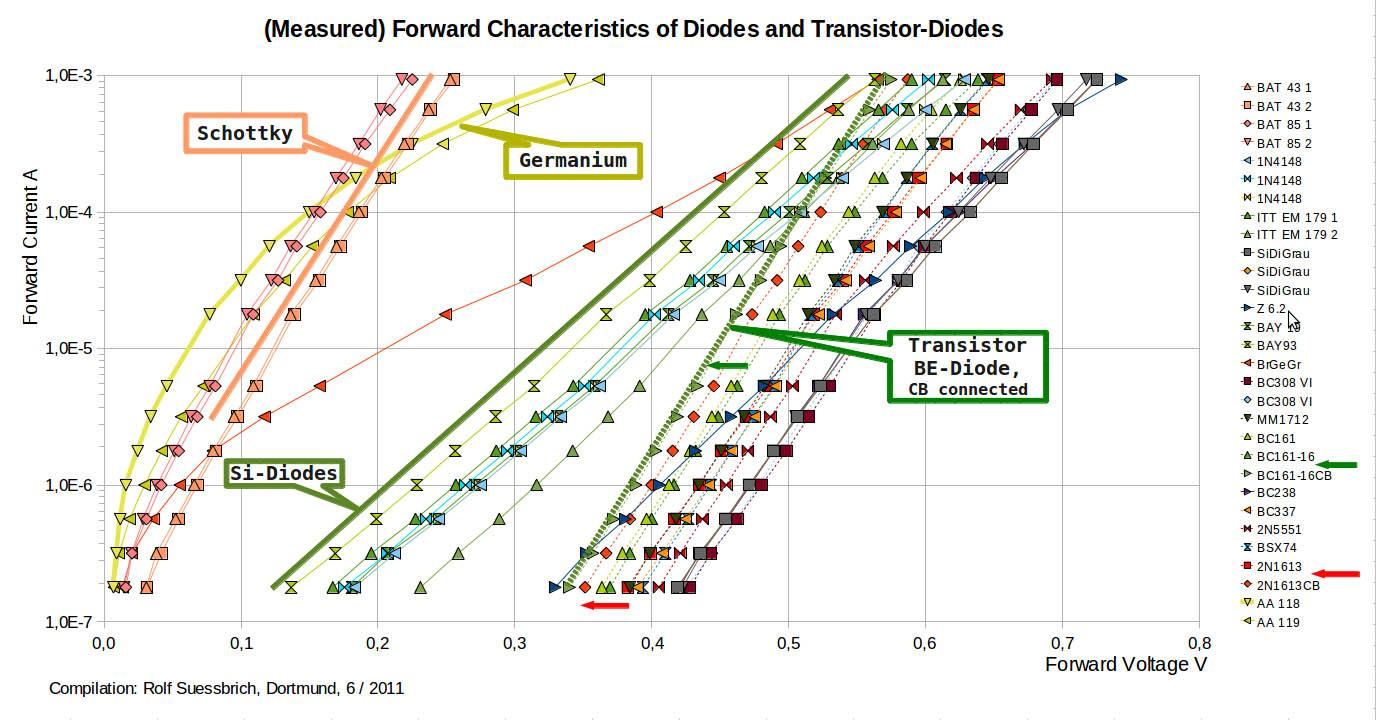
Gemessene Kennlinien verschiedener Dioden in einfach logarithmischer Darstellung

Sollen die Schleusenspannung und der nicht sprunghafte Kennlinienverlauf in die Beschreibung des Verhaltens einbezogen werden, so wie das im Bild weiter unten gezeigt wird mit weiterhin linearer Näherung, wird eine erweiterte Ersatzschaltung verwendet gemäß nebenstehendem Bild. Die Richtungen von Stromstärke und Spannung sind so gewählt wie im Verbraucher-Zählpfeilsystem. Bei gleichen Vorzeichen der beiden Größen verhält sich diese Spannungsquelle als Besonderheit wie ein Verbraucher. Dieses zeigt sich in der Erwärmung der realen Diode.
Eine elektronische Schaltung, die beispielsweise zu Messzwecken die Funktion eines Gleichrichters wie eine ideale Diode übernimmt – ohne die Mängel der hohen Schleusenspannung und der nichtlinearen Kennlinie – wird unter Präzisionsgleichrichter beschrieben.
Der Wirklichkeit am nächsten kommt die Kennlinie der Diode im Durchlassbereich gemäß der Shockley-Gleichung (benannt nach William Bradford Shockley); sie ist ein Spezialfall der Arrhenius-Gleichung.
{\displaystyle I_{\text{D}}=I_{\text{S}}\,{\Big (}\mathrm {e} ^{\frac {U_{\text{D}}}{n\;U_{\text{T}}}}-1{\Big )}}
- Sättigungssperrstrom (kurz: Sperrstrom) {\displaystyle I_{\text{S}}\approx 10^{-12}\dots 10^{-6}\mathrm {A} }
- Emissionskoeffizient {\displaystyle n\approx 1\dots 2}
- Temperaturspannung {\displaystyle U_{\text{T}}={\tfrac {k\cdot T}{q}}\approx {25\;\mathrm {mV} }} bei Raumtemperatur
- absolute Temperatur {\displaystyle T}
- Boltzmann-Konstante {\displaystyle k={1{,}381}\cdot 10^{-23}\,\mathrm {Ws/K} }
- Elementarladung {\displaystyle q=1{,}602\cdot 10^{-19}\;\mathrm {As} }

Bei {\displaystyle U_{\text{D}}>n\cdot 120\,\mathrm {mV} } entsteht ein relativer Fehler von < 1 %, wenn in der Klammer der zweite Summand weggelassen wird. Dann gilt
{\displaystyle I_{\text{D}}=I_{\text{S}}\,\exp {\frac {U_{\text{D}}}{n\;U_{\text{T}}}}\ ;\quad \ln {\frac {I_{\text{D}}}{I_{\text{S}}}}={\frac {1}{n\;U_{\text{T}}}}\cdot U_{\text{D}}}
und die Kennlinie nach Shockley wird in einfach logarithmischer Darstellung eine Gerade.
Bei genauerer Betrachtung setzt sich der Diodenstrom aus dem Diffusionsstrom {\displaystyle I_{\text{D,D}}} unter Berücksichtigung des Hochstromeffekts, dem Leckstrom {\displaystyle I_{\text{D,R}}} und dem Durchbruchsstrom {\displaystyle I_{\text{D,BR}}} zusammen:
{\displaystyle I_{\text{D}}=I_{\text{D,D}}+I_{\text{D,R}}+I_{\text{D,BR}}}

#### Temperaturabhängigkeit
Die Diodenkennlinie variiert mit der Temperatur. In der Shockley-Gleichung sind zwei temperaturabhängige Terme enthalten:
{\displaystyle {\begin{aligned}U_{\text{T}}(T)&={\frac {k\cdot T}{q}}=86{,}17\;{\frac {\mathrm {\mu V} }{\mathrm {K} }}\cdot T\\&\approx 25{,}8\;\mathrm {mV} {\text{  bei  }}T=300\;\mathrm {K} \end{aligned}}}
{\displaystyle {I_{\text{S}}(T)}={I_{\text{S}}(T_{0})}\cdot {\exp \left[\left({T \over T_{0}}-1\right)\cdot {{U_{\text{G}}} \over {nU_{\text{T}}}}\right]}\cdot {\left({T \over T_{0}}\right)^{\frac {x}{n}}{\text{ mit }}x\approx 3}}
Dabei sind
- {\displaystyle {I_{\text{S}}(T_{0})}} der bei der Temperatur {\displaystyle T_{0}} als bekannt vorausgesetzte Sperrstrom,[8]
- {\displaystyle U_{\text{G}}} die Bandabstandsspannung (gap voltage).

Für Silizium gilt {\displaystyle U_{\text{G}}={\frac {1{,}12\,\mathrm {eV} }{q}}=1{,}12\,\mathrm {V} }. Diese Spannung dient (oft temperaturkompensiert) in der Bandabstandsreferenzschaltung zur Erzeugung von Referenzspannungen.
Zusätzlich muss man auch die Temperaturabhängigkeit der Spannung berücksichtigen:
{\displaystyle {\begin{aligned}\left.{\frac {\partial U_{\text{D}}}{\partial T}}\right|_{I_{\text{D}}={\text{const.}}}&={\frac {U_{\text{D}}-U_{\text{G}}-3\cdot U_{\text{T}}}{T}}\\&\approx -1{,}7\,\mathrm {{\frac {mV}{K}}{\text{  bei  }}T=300\;\mathrm {K} {\text{ und }}U_{\text{D}}(300\;\mathrm {K} )=0{,}7\,\mathrm {V} } \end{aligned}}}
Dieser Temperaturdurchgriff ist im relevanten Temperaturbereich um 300 K konstant genug, um damit anhand der etwa linearen Temperaturabhängigkeit der Flussspannung Temperaturmessungen vornehmen zu können.
Die Spannung von etwa 0,7 V kann in der Praxis tatsächlich für viele Überschlagsrechnungen als Wert der Flussspannung von Siliziumdioden und p-n-Übergängen angesetzt werden.

#### Diffusionsstrom
Der Diffusionsstrom tritt im mittleren Durchlassbereich auf, wo er über die anderen Effekte dominiert. Die Formel ergibt sich aus der Shockley-Gleichung mit:
{\displaystyle I_{\text{D,D}}=I_{\text{S}}{\Big (}\mathrm {e} ^{\frac {U_{\text{D}}}{nU_{\text{T}}}}-1{\Big )}}
Bei Schottky-Dioden kann mit derselben Formel der Emissionsstrom beschrieben werden.

#### Hochstromeffekt
Der Hochstromeffekt bewirkt eine Zunahme von {\displaystyle n} im Bereich der mittleren Ströme auf {\displaystyle 2n} bei {\displaystyle I_{K}} für {\displaystyle I_{D}} gegen unendlich. Hierbei beschreibt der Kniestrom {\displaystyle I_{K}} die Grenze zum Hochstrombereich. Es fließt dadurch weniger Strom, und die Kennlinie besitzt einen flacheren, aber weiterhin exponentiellen Verlauf.

#### Leckstrom (Rekombinationsstrom)
Beim Anlegen einer Sperrspannung {\displaystyle (U_{\text{D}}<0)} werden die Elektronen und Löcher zu den jeweiligen Kontakten abgeführt, damit vergrößert sich die Raumladungszone und die Diode sollte keinen Strom leiten. In der Praxis misst man aber weiterhin einen geringen Strom, den sogenannten Leckstrom (Sperrstrom). Er resultiert aus der Diffusion von Ladungsträgern durch die Raumladungszone in den entgegengesetzt dotierten Bereich, wo sie dann aufgrund der angelegten Spannung abgeführt werden.
Hierbei liefert die p-Zone Elektronen und die n-Zone Löcher, welche als Minoritätsladungsträger zum Sperrstrom führen.
Für die mathematische Berechnung gilt:
{\displaystyle I_{\text{D,R}}\ =\ {I_{\text{S,R}}\cdot {\bigg (}\mathrm {e} ^{{U_{\text{D}}} \over {n_{R}\cdot U_{\text{T}}}}-1{\bigg )}\cdot {\Bigg (}{{\bigg (}1-{{U_{\text{D}}} \over {U_{\text{diff}}}}{\bigg )}}^{\!2}+5\cdot {10^{-3}}{\Bigg )}^{\!\!{\frac {m_{\text{S}}}{2}}}}}
mit
- {\displaystyle I_{\text{S,R}}}  –  Leck-Sättigungssperrstrom
- {\displaystyle n_{\text{R}}\geq 2}  –  Emissionskoeffizient in Sperrrichtung
- {\displaystyle U_{\text{diff}}\approx {{0{,}5\dots 1}\,{\text{V}}}}  –  Diffusionsspannung
- {\displaystyle m_{\text{S}}\approx {{\tfrac {1}{3}}\dots {\tfrac {1}{2}}}}  –  Kapazitätskoeffizient

Der Sperrstrom ist stark spannungs- und temperaturabhängig und hängt von der Herstellungstechnologie sowie Reinheit und Störstellenarmut ab.

#### Durchbruch

Kennlinien verschiedener Z-Dioden

Der Sperrstrom einer pn-Diode in Sperrpolung ist im Allgemeinen gering. Vergrößert man jedoch die Spannung in Sperrrichtung {\displaystyle U_{\mathrm {R} }=-U_{\mathrm {D} }} weiter, so steigt der Sperrstrom {\displaystyle I_{\mathrm {R} }=-I_{\mathrm {D} }} ab einer bestimmten Sperrspannung zunächst langsam und dann schlagartig an. Diese Zunahme des Sperrstroms (reverse current) nennt man allgemein „Durchbruch“, und die zugehörige Spannung wird als Durchbruchspannung {\displaystyle U_{\mathrm {BR} }>-U_{\mathrm {D} }} bezeichnet. Die Durchbruchspannung einer Diode hängt allgemein vom Halbleitermaterial und der Dotierung ab und kann für Gleichrichterdioden im Bereich zwischen 50 und 1000 V liegen.
{\displaystyle I_{\mathrm {D,BR} }={-I_{\mathrm {BR} }}\cdot \mathrm {e} ^{-{{U_{\mathrm {D} }+U_{\mathrm {BR} }} \over {n_{\mathrm {BR} }\cdot U_{\mathrm {T} }}}}}
mit {\displaystyle I_{\mathrm {BR} }}, dem Durchbruchskniestrom, und {\displaystyle n_{\mathrm {BR} }\approx 1}, dem Durchbruch-Emissionskoeffizient.
Für die meisten Halbleiterdioden ist dieser Zustand unerwünscht, da er bei gewöhnlichen Dioden aufgrund der hohen Verlustleistung und des dünnen, eingeschnürten Stromflusskanals das Bauelement zerstört.
Ursache für den Durchbruch sind sehr hohe elektrische Feldstärken.
Es lassen sich drei unterschiedliche Mechanismen unterscheiden: der Lawinen-, der Zener- und der thermische Durchbruch.
Der Lawinendurchbruch (auch Avalanchedurchbruch oder Avalancheeffekt genannt) zeichnet sich durch eine Ladungsträgervervielfachung durch Stoßionisation aus. Er wird beispielsweise bei der IMPATT- und Suppressordiode, der Avalanche-Photodiode, sowie bei Z-Dioden (auch Zener-Dioden genannt) höherer Spannung genutzt (siehe auch unter Avalanche-Diode). Der Lawinendurchbruch ist auch bei manchen Gleichrichterdioden-Typen (Lawinengleichrichterdiode, Avalanche Type) zulässig und spezifiziert, so dass diese bei einmaligen oder periodischen Überspannungsereignissen bis zu bestimmten Energien nicht zerstört werden.
Bei Netzdioden, z. B. 1N4007 ist das Überschreiten der maximal zulässigen Sperrspannung – auch kurzfristig für wenige Mikrosekunden – nicht zulässig. Der dann fließende Lawinenstrom führt unmittelbar zur Zerstörung der Sperrschicht. Für den Betrieb von Diodengleichrichtern am Netz sind Überspannungsableiter, z. B. Varistoren erforderlich, die die Netz-Überspannung auf ein für die Gleichrichterdioden zulässiges Maß begrenzen.
Beim Zener-Durchbruch werden hingegen durch eine spezielle Dotierung die Energiebänder stark verschoben. Beim Überschreiten der Durchbruchspannung – in diesem Fall spricht man meist von der Zenerspannung {\displaystyle U_{\mathrm {Z} }} – tritt ein Tunneleffekt auf, der es Valenzbandelektronen ermöglicht, ohne Energieaufnahme vom Valenzband in das Leitungsband zu wechseln. Der Zener-Durchbruch wird bei Z-Dioden bis etwa 5 Volt verwendet und dient unter anderem der Bereitstellung von Referenzspannungen.
Der thermische Durchbruch beschreibt den Zusammenbruch der Sperrspannung aufgrund hoher Temperatur und der damit verbundenen Ladungsträgergeneration. In der Regel führt er zur Zerstörung der Diode durch Diffusionsvorgänge.

#### Differentieller Widerstand
Der differentielle Widerstand ergibt sich aus der Tangente durch den Arbeitspunkt der Diode. Er wird auch als dynamischer Widerstand bezeichnet. Durch die Verwendung einer Geraden anstatt der tatsächlichen Exponentialfunktion werden die benötigten Rechenschritte wesentlich vereinfacht.

Vereinfachte Kennlinie (grün)

{\displaystyle r_{\text{D}}=\left.{\frac {\mathrm {d} U_{\text{D}}}{\mathrm {d} I_{\text{D}}}}\right|_{A}={\frac {n\cdot U_{\text{T}}}{I_{\text{D, A}}+I_{\text{S}}}}{\stackrel {\,I_{\text{D,A}}\gg I_{\text{S}}\,}{\approx }}{\frac {n\cdot U_{\text{T}}}{I_{\text{D, A}}}}}
Arbeitspunkt: A
Bei großen Strömen wird {\displaystyle r_{\text{D}}} sehr klein, und der Bahnwiderstand {\displaystyle R_{\text{B}}} tritt zunehmend in Erscheinung. Dies ist ein realer Widerstand und rührt wesentlich aus der Leitfähigkeit des Grundmaterials des Diodenchips. Er ist im Ersatzschaltbild mit {\displaystyle r_{\text{D}}} in Serie.
Die Ersatzschaltung mit {\displaystyle r_{\text{D}}} und {\displaystyle R_{\text{B}}} eignet sich je nach Diodentyp nur bis zu Frequenzen von 10 bis 100 kHz. Bei höheren Frequenzen, wie sie auch beim Ein- und Ausschalten auftreten, muss man zusätzlich die kapazitiven Eigenschaften sowie die Sperrerholzeit der Diode berücksichtigen.

#### Bahnwiderstand
Der Bahnwiderstand {\displaystyle R_{B}} wird durch den elektrischen Widerstand des Halbleitermaterials sowie dem Widerstand des Anschlusses am Halbleiter verursacht. Der Bahnwiderstand wird durch die folgende Formel berücksichtigt:
{\displaystyle U_{\text{D}}=U'_{\text{D}}+I_{\text{D}}\cdot R_{\text{B}}}

#### Statisches Kleinsignalmodell

Kleinsignalmodell einer Diode

Das statische Kleinsignalmodell wird zur Dimensionierung der Arbeitspunkteinstellung von einfachen Schaltungen herangezogen. Hier entspricht {\displaystyle r_{\text{D}}} dem bereits genannten differentiellen Widerstand (s. o.). Hinzu kommt gegebenenfalls noch der Bahnwiderstand.
{\displaystyle r_{\text{D}}=r_{\text{D,D}}\approx {\frac {n\cdot U_{\text{T}}}{I_{\text{D,A}}}}}
Für den Betrieb um den Rückwärtsdurchbruch, also als Z-Diode, dient der Parameter {\displaystyle r_{Z}} zur Modellierung des Verhaltens.
{\displaystyle r_{Z}=r_{\text{D,BR}}={\frac {n_{\text{BR}}\cdot U_{\text{T}}}{\left|I_{\text{D,A}}\right|}}}

### Dynamisches Kleinsignalmodell
Für Wechselstromanwendungen muss man auch die Kapazitäten der Diode berücksichtigen, welche vor allem bei hohen Frequenzen hervortreten. Hierbei unterscheidet man zwischen der Sperrschichtkapazität und der für Schaltanwendungen bedeutenden Diffusionskapazität.
Das dynamische Kleinsignalmodell berücksichtigt zusätzlich zum statischen Kleinsignalmodell auch die Kapazität der Diode. Damit kann man auch einfache (Niederfrequenz-)Schaltungen mit Kapazitätsdioden dimensionieren.
{\displaystyle r_{\text{D}}\approx {{n\cdot U_{\text{T}}} \over {I_{\text{D,A}}}}}
{\displaystyle C_{\text{D}}\approx {{{{\tau }_{\text{T}}\cdot I_{\text{D,A}}} \over {n\cdot U_{\text{T}}}}+2\cdot C_{\text{S0}}}={{{\tau }_{\text{T}} \over r_{\text{D}}}+2\cdot C_{\text{S0}}}}

#### Sperrschichtkapazität

Verlauf der Sperrschichtkapazität in Abhängigkeit von der angelegten Spannung

Der p-n-Übergang einer Diode hat je nach angelegter Spannung eine von freien (beweglichen) Ladungsträgern verarmte Raumladungszone. Diese wirkt wie das Dielektrikum eines Plattenkondensators. Seine Kapazität ist abhängig von der Breite der Zone. Dieser Zusammenhang wird bei einer in Sperrrichtung gepolten Diode ausgenutzt. Die Sperrspannung ist definiert als {\displaystyle U_{\text{R}}=-U_{\text{D}}}, zur gezeigten Kennlinie steigt also die Sperrspannung nach links an. Mit steigender Sperrspannung verbreitert sich die ladungsfreie Zone, wodurch die Sperrschichtkapazität {\displaystyle C_{\text{S}}} abnimmt.
Dieses gilt für jede Diode, aber es gibt spezielle Kapazitätsdioden, die auf eine große Kapazität und ferner auf ein großes {\displaystyle C_{\text{max}}/C_{\text{min}}} optimiert sind. Während z. B. für die gängige Kleinsignaldiode 1N914 {\displaystyle C_{\text{S}}<{\text{ 4 pF}}} beträgt bei {\displaystyle U_{\text{R}}=0}, sind bei Kapazitätsdioden um zwei Zehnerpotenzen größere Werte zu erreichen bei {\displaystyle U_{\text{R}}>0}. Im jeweils empfohlenen Spannungsbereich kann das max/min–Verhältnis bei <2:1 liegen, aber auch bei >20:1.
Der Zusammenhang zwischen {\displaystyle C_{\text{S}}} und {\displaystyle U_{\text{R}}} lässt sich annähern durch
{\displaystyle C_{\text{S}}=C_{0}\left(1+{\frac {U_{\text{R}}}{U_{\text{diff}}}}\right)^{-n}}
mit {\displaystyle U_{\text{diff}}\approx 0{,}7{\text{ V}}} und {\displaystyle n\approx 0{,}5\ \ (0{,}3{\text{ bis }}1{,}0)}.
Derartig in Sperrrichtung betrieben wird die Diode als ein Kondensator eingesetzt, dessen Kapazität durch eine Gleichspannung steuerbar ist. Zu Anwendungen siehe unter Kapazitätsdiode; zu weiteren Bauteileigenschaften siehe in Datenblättern, z. B. in.
Wird die Diode in Durchlassrichtung in einem schmalen Spannungsbereich noch unterhalb der Schwellenspannung betrieben, so steigt die Kapazitätskennlinie nach rechts weiter an, bis der p-n-Übergang leitend wird und die Raumladungszone verschwindet.

#### Diffusionskapazität
Bei Anlegen einer Durchlassspannung kommt es in den Bahngebieten (also außerhalb der Raumladungszone) zu Minoritätsträgerüberschüssen, die die so genannten Diffusionsladungen bilden. Diese räumlich getrennten Ladungen müssen bei Änderungen der Durchlassspannung auf- bzw. abgebaut werden und beeinflussen somit das dynamische Verhalten der Diode.
IDD wird als Diffusionsstrom bezeichnet, und {\displaystyle {\tau }_{\text{T}}} ist die so genannte Transitzeit:
{\displaystyle C_{\text{D,D}}{\left(U'_{\text{D}}\right)}={\frac {\partial Q_{\text{D}}}{\partial U'_{\text{D}}}}={\frac {{\tau }_{\text{T}}\cdot I_{\text{DD}}}{n\cdot U_{\text{T}}}}\cdot {\frac {1+{\frac {I_{\text{S}}}{2\cdot I_{\text{K}}}}\cdot e^{\frac {U'_{\text{D}}}{n\cdot U_{\text{T}}}}}{1+{\frac {I_{\text{S}}}{I_{\text{K}}}}\cdot e^{\frac {U'_{\text{D}}}{n\cdot U_{\text{T}}}}}}}
Näherungsweise kann man auch annehmen, dass für den Diffusionsbereich {\displaystyle I_{\text{DD}}\gg I_{\text{DR}}} und damit auch {\displaystyle I_{\text{D}}\approx I_{\text{DD}}} gilt. Daraus ergibt sich die Näherungsgleichung:
{\displaystyle C_{\text{D,D}}\approx {{\frac {{\tau }_{\text{T}}\cdot I_{\text{D}}}{n\cdot U_{\text{T}}}}\cdot {\frac {1+{\frac {I_{\text{D}}}{2\cdot I_{\text{K}}}}}{1+{\frac {I_{\text{D}}}{I_{\text{K}}}}}}{\begin{matrix}_{\ I_{\text{D}}\ll I_{\text{K}}}\\{\quad \approx \quad }\\{}\end{matrix}}{\frac {{\tau }_{\text{T}}\cdot I_{\text{D}}}{n\cdot U_{\text{T}}}}}}
- Bei Si-Dioden ist {\displaystyle {\tau }_{\text{T}}\approx 1\dots 100\,\mathrm {ns} }.
- Bei Schottky-Dioden ist {\displaystyle {\tau }_{\text{T}}\approx 1\dots 100\,\mathrm {ps} }, deshalb kann bei Schottky-Dioden die Diffusionskapazität meist vernachlässigt werden.

Die Diffusionskapazität bzw. die Sperrerholzeit verursacht Verluste bei schnellen Schaltanwendungen (Schaltnetzteile); daher verwendet man hier – falls Schottkydioden aufgrund ihrer begrenzten Sperrspannung nicht angewendet werden können – besonders schnelle Siliziumdioden. Für Dioden in HF-Schalter wie der pin-Diode ist dagegen eine große Diffusionskapazität gewünscht, um eine niedrige Impedanz bei hohen Frequenzen zu erreichen.

### Schaltverhalten
Das Schaltverhalten kann nur sehr eingeschränkt mit dem Kleinsignalmodell beschrieben werden, denn hier ist das nichtlineare Verhalten der Diode wichtig. Die Beschreibung durch die Diffusionskapazität gibt für das „Ausschalten“ zwar ein qualitativ passendes Bild, liegt aber wegen der Nichtlinearität quantitativ daneben.
Der Wechsel von der Stromleitung in Durchlassrichtung zum Sperrverhalten geht bei einer PN-Diode nicht sofort. Zuerst müssen die zusätzlichen Minoritätsladungsträger entfernt werden. Wenn nicht auf die Rekombination gewartet wird, fließen die Minoritätsladungsträger als Reverse-Recovery-Ladung ({\displaystyle Q_{r}r}) als kurzer Strompuls in Sperrrichtung ab. Erst danach wird die Spannung negativ und die Diode geht mehr oder weniger abrupt in den sperrenden Zustand über. Die Zeit, bis die Diode sperren kann, wird Sperrerholzeit ({\displaystyle t_{rr}}) genannt und ist von der Größenordnung der Transitzeit.
Diese Verzögerungszeit erlaubt es, langsame pin-Dioden als gleichstromgesteuerte Wechselspannungswiderstände für elektronische Schalter und regelbare Dämpfungsglieder für Hochfrequenzsignale (Periodendauer kurz gegen die Sperrerholzeit) zu verwenden. Umschaltbare Phasenschieber mit pin-Dioden werden auch in Phased-Array-Antennen benötigt.
Oft ist ein schneller Übergang in den sperrenden Zustand gefragt und es werden entsprechend schnelle Dioden mit kurzer Transitzeit (Größenordnung 5–200 ns für Silizium-PN-Dioden) angeboten. Bei Schottkydioden spielen die Minoritätsladungsträger keine wesentliche Rolle und entsprechend gibt es einen sehr schnellen Übergang in den sperrenden Zustand.
Auch der Übergang vom sperrenden Zustand in den leitenden Zustand geschieht nicht sofort, wenn auch recht schnell. Besonders bei PIN-Dioden für hohe Sperrspannungen braucht es eine gewisse Zeit, bis die Minoritätsladungsträger die Sperrschicht bzw. den intrinsischen Bereich geflutet haben. Bei einem sehr schnellen Anstieg des Stromes kann die Spannung in Flussrichtung anfangs deutlich höher werden als im stationären Fall. Die üblichen Bezeichnungen sind tfr für das Wieder-Erreichen von 110 % der nominalen Flussspannung und Vfp für den maximalen Wert des Überschwingens (overshoot) der Flussspannung. Bei „normalen“ Dioden (keine PIN) ist die Verzögerung recht kurz, bzw. das Überschwingen der Spannung gering und eher selten relevant.
Der Ab- und Zufluss der Minoritätsladungsträger repräsentiert die Schaltverluste der Diode, die bei höherfrequenten Leistungsanwendungen (Schaltnetzteile) die Leitverluste übersteigen können.

## Kennzeichnung und Beschriftung

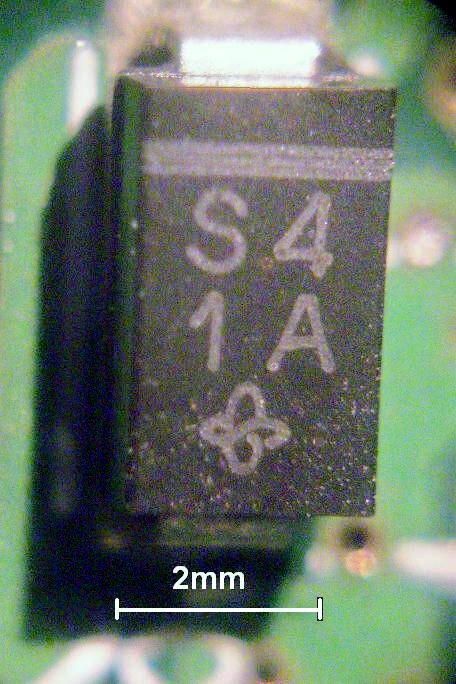
SMD-Halbleiterdiode

Die Kathode unipolarer Dioden ist meist mit einem Ring oder Farbpunkt gekennzeichnet. Der Kathodenanschluss von Leuchtdioden ist durch einen Farbpunkt, ein kürzeres Anschlussbein und/oder eine Gehäuseabflachung gekennzeichnet. Bei Laserdioden ist die Anode meist mit dem Gehäuse verbunden.
Der Diodentyp kann nach zwei Standards gekennzeichnet sein: Gemäß JEDEC-Norm oder gemäß Pro-Electron, jeweils mit einem Farbcode oder einer Beschriftung. Bei der Bezeichnung mit Farbcode ist der erste Ring breiter aufgedruckt und bezeichnet gleichzeitig den Anschluss der Kathode. Bei der Beschriftung wird die Kathode mit einem Ring gekennzeichnet. Einige Hersteller führen eigene Benennungsschemen.
Auch erwähnenswert ist die Kennzeichnung auf Brückengleichrichtern mit je zwei Anschlüssen für die anzulegende Wechselspannung „AC“ und die entnehmbare Gleichspannung „+“ und „−“. In der Typenbezeichnung sind oft die maximal zulässige Sperrspannung und Nennstrom enthalten, wobei etwa „E40 C30“ für 40 V Spannung (E) und 30 mA Strom (C) steht.

### JEDEC
Die Beschriftung für Dioden gemäß JEDEC setzt sich aus einer Zahl und einem Buchstaben sowie einer weiteren vierstelligen Zahl zusammen (z. B. „1N4148“). Die vierstellige Zahl kann hierbei in der folgenden Farbcodierung angegeben sein:
| Farbe | schwarz | braun | rot | orange | gelb | grün | blau | violett | grau | weiß |
| ----- | ------- | ----- | --- | ------ | ---- | ---- | ---- | ------- | ---- | ---- |
| Wert  | 0       | 1     | 2   | 3      | 4    | 5    | 6    | 7       | 8    | 9    |

### Pro Electron
Die Beschriftung der Dioden nach Pro Electron setzt sich aus zwei bis drei Buchstaben und einer zwei- bis dreistelligen Zahl zusammen.
Beispiele: B A 159, B A T 20
1. Kennbuchstabe = Ausgangsmaterial
2. Kennbuchstabe = Hauptfunktion
3. Kennbuchstabe = Hinweis auf kommerziellen Einsatz (als dritter Buchstabe wird bei kommerziellen Bauelementen X, Y oder Z benutzt)
4. Ziffern = Registernummer (2 oder 3 Ziffern)

Die Buchstaben-Ziffernfolge kann alternativ als Farbcode angegeben werden:
| Farbe   | 1. Ring | 2. Ring | 3. Ring | 4. Ring |
| ------- | ------- | ------- | ------- | ------- |
| schwarz |         | X       | 0       | 0       |
| braun   | AA      |         | 1       | 1       |
| rot     | BA      |         | 2       | 2       |
| orange  |         | S       | 3       | 3       |
| gelb    |         | T       | 4       | 4       |
| grün    |         | V       | 5       | 5       |
| blau    |         | W       | 6       | 6       |
| violett |         |         | 7       | 7       |
| grau    |         | Y       | 8       | 8       |
| weiß    |         | Z       | 9       | 9       |

## Kenngrößen
Halbleiterdioden (Signaldioden, Gleichrichterdioden, aber auch Laser-, Schutz- und Leuchtdioden) haben bestimmte Kenngrößen zur Spezifikation. Sie sind in den Datenblättern genannt und sind wichtig für die Anwendung und die Bemessung deren Beschaltung mit anderen Bauteilen.
Die wichtigsten Kenngrößen und Grenzwerte von Dioden sind:
- maximal zulässige Sperrspannung (Gleichrichter- und Signaldioden, Leucht- und Laserdioden)
- maximaler Dauer- und Spitzenstrom in Durchlassrichtung (Gleichrichter- und Signaldioden, Leucht- und Laserdioden)
- die Flussspannung oder auch Schleusenspannung {\displaystyle U_{\text{F}}} bei einem bestimmten Strom (⅟10 Nennstrom für Gleichrichterdioden)
- bei Zenerdioden die maximale Dauer-Verlustleistung und die Zenerspannung
- bei Gleichrichter- und Signaldioden die Schaltzeit (auch Sperrverzögerungszeit oder Sperr-Erholzeit, engl. reverse recovery time, kurz trr genannt)
- bei Suppressordioden (TVS) die Ansprechzeit, die Energie und die Spitzenleistung, die beim Avalanche-Durchbruch in Sperrrichtung absorbiert werden kann, die Durchbruchspannung sowie die maximal ohne Durchbruch garantierte Spannung in Sperrrichtung
- insbesondere bei Schottkydioden der stark temperaturabhängige Leckstrom (Sperrstrom)

## Diodentypen und Anwendung

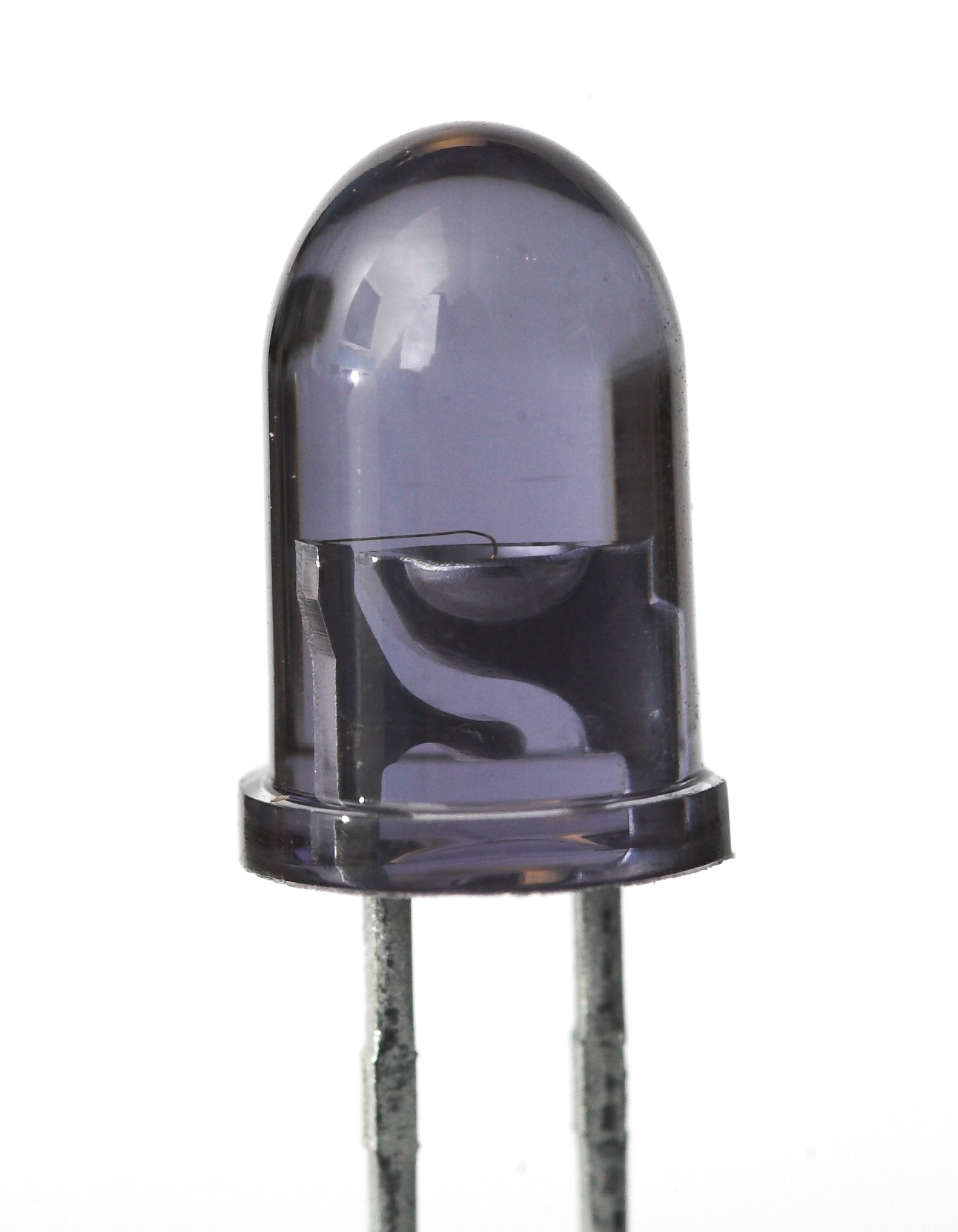
Infrarot-Leuchtdiode

Es gibt eine Reihe von Dioden für unterschiedliche Einsatzzwecke:
GleichrichtungDie Umwandlung von Wechselspannung in Gleichspannung erfolgt bei niedrigen Frequenzen fast ausschließlich durch Silizium-PN-Dioden. Bei sehr großen Leistungen (Leistungsgleichrichter) verwendet man p+sn+-Dioden. Veraltete Typen sind die Germaniumdiode, der Kupferoxydul-Gleichrichter, der Selen-Gleichrichter („Trockengleichrichter“) und die Röhrendiode. Verpolungsschutz-Dioden und Freilaufdioden sind ebenfalls Gleichrichterdioden. Hochspannungsdioden bestehen aus mehreren in einem Gehäuse in Reihe geschalteten Diodenchips, sogenannten Diodenkaskaden. Bei besonders hohen Frequenzen werden bis etwa 200 V Sperrspannung Silicium-Schottky-Dioden eingesetzt. Bei hohen Sperrspannungen (aktuell bis etwa 1600 V), hohen Frequenzen und Einsatztemperaturen werden immer öfter Siliciumcarbid-Schottky-Dioden eingesetzt. Diese haben wie auch Silicium-Schottky-Dioden keine Schaltverluste.
KleinsignaldiodenKleinsignal-Dioden dienen der Gleichrichtung von kleinen Strömen und Signalen (Demodulator, siehe auch Spitzendiode, hierfür wurden früher auch Röhrendioden verwendet), als Mischer, als Spannungsreferenz, zur Temperaturmessung bzw. -kompensation (Flussspannung (s. o.) bei Siliziumdioden ca. 0,7 V, temperaturabhängig) und als Schaltdiode für einfache Logikverknüpfungen.
SpannungsstabilisierungFür die Spannungsstabilisierung und zur Überspannungsbegrenzung kommen Zener-Dioden (auch Z-Diode genannt) und die ähnlich aufgebauten Suppressordioden zum Einsatz. Hier wird der in Sperrrichtung auftretende Zenereffekt und der Avalancheeffekt genutzt. Bipolare Suppressordioden für den Einsatz an Wechselspannung bestehen aus zwei gegeneinander in Serie geschalteten unipolaren Dioden.
StromstabilisierungDie Stromregeldiode ist eigentlich eine integrierte Schaltung aus einem Widerstand und einem JFET. Sie dient als Konstantstromquelle.
OptikOptischen Zwecken dienen die Laserdiode, die Photodiode, die Avalanche-Photodiode und die Leuchtdiode (kurz LED).
KapazitätsdiodenSie werden auch Varaktor oder Varaktordiode genannt. Es sind Dioden, deren von der Sperrspannung abhängige Sperrschichtkapazität als steuerbarer Kondensator dient. Einsatzbeispiel: Senderabstimmung bei Rundfunkempfängern.
Gesteuerte Gleichrichter und verwandte BauelementeZur Gruppe der gesteuerten Gleichrichter gehören die Vierschichtdiode und der Thyristor. Des Weiteren werden der Diac sowie der Unijunction-Transistor hinzugerechnet.
Schalten und ModulierenPin-Dioden werden in der Hochfrequenztechnik als steuerbare Dämpfungsglieder oder HF-Schalter eingesetzt. Ein Einsatzbeispiel ist die Bereichsumschaltung analoger Tuner in Fernsehern.
Neben den oben genannten Diodentypen gibt es noch eine ganze Reihe von weiteren Typen, die sich keiner bestimmten Kategorie zuordnen lassen oder seltener eingesetzt werden.
Der Avalancheeffekt wird in Avalanchedioden ausgenutzt. Weitere Dioden sind die Feldeffektdiode (Curristor), die Gunndiode, die Tunneldiode, der Sirutor, die IMPATT-Diode oder Lawinenlaufzeitdiode (kurz LLD) und die Speicherschaltdiode (engl. Step-Recovery-Diode), eine Sonderform der Ladungsspeicherdiode.

## Wortherkunft
Das Wort Diode stammt von altgriechisch δίοδος díodos „Durchgang“, „Pass“, „Weg“; das weibliche Substantiv setzt sich zusammen aus der Präposition διά diá „durch“, „hindurch“ sowie dem Wort ὁδός hodós „Weg“.